# Thaikkad
Thaikkad é uma vila no distrito de Thrissur, no estado indiano de Kerala.

## Demografia
Segundo o censo de 2001, Thaikkad tinha uma população de 7749 habitantes. Os indivíduos do sexo masculino constituem 47% da população e os do sexo feminino 53%. Thaikkad tem uma taxa de literacia de 86%, superior à média nacional de 59,5%: a literacia no sexo masculino é de 86% e no sexo feminino é de 86%. Em Thaikkad, 10% da população está abaixo dos 6 anos de idade.